# 밀 록

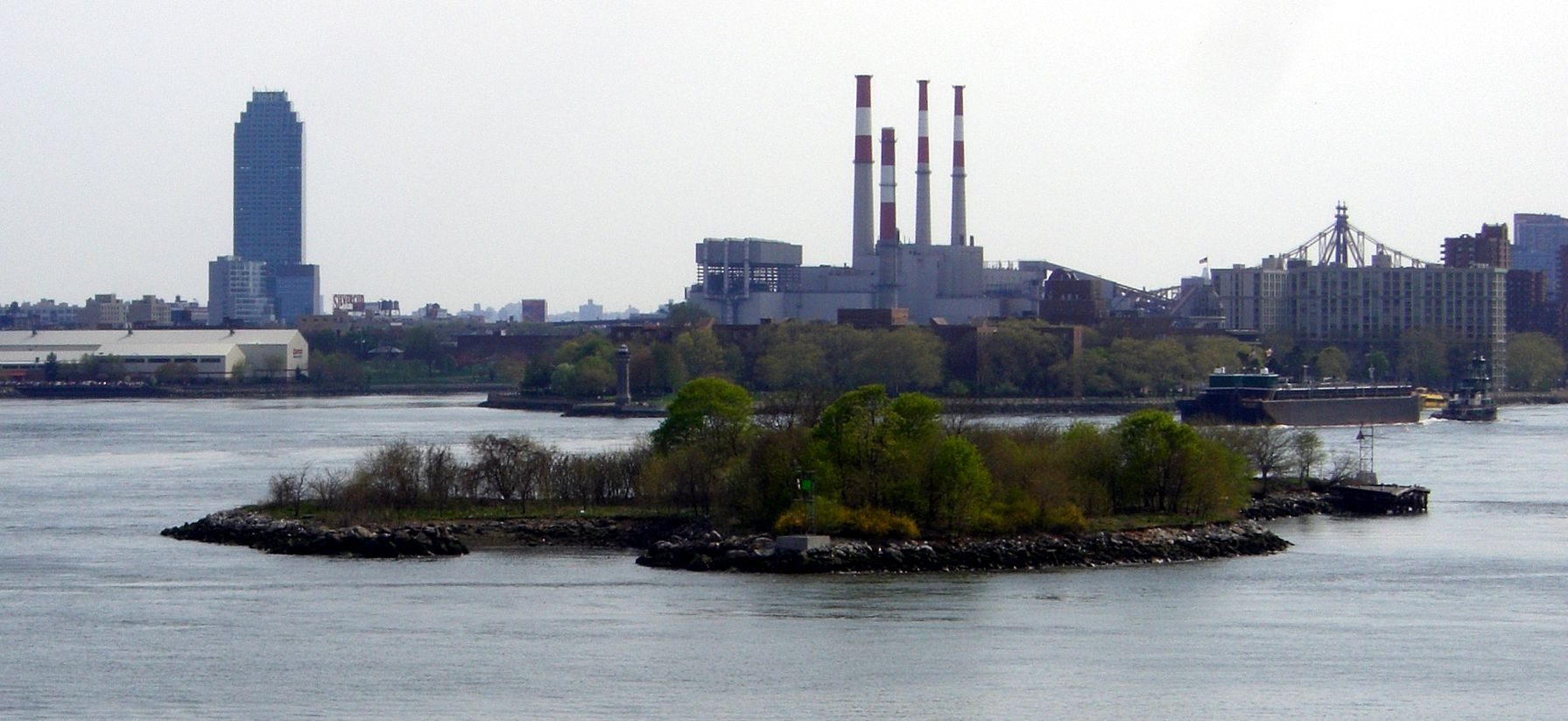
밀 록

밀 록(Mill Rock)은 뉴욕의 맨해튼과 퀸스 사이에 위치한 섬이다. 섬은 맨해튼 96번가 이스트에서 300m(1,000 피트), 할렘강 및 이스트강이 합류하는 워즈섬, 랜들스섬의 남쪽에 위치한다.